# 1811 год в театре

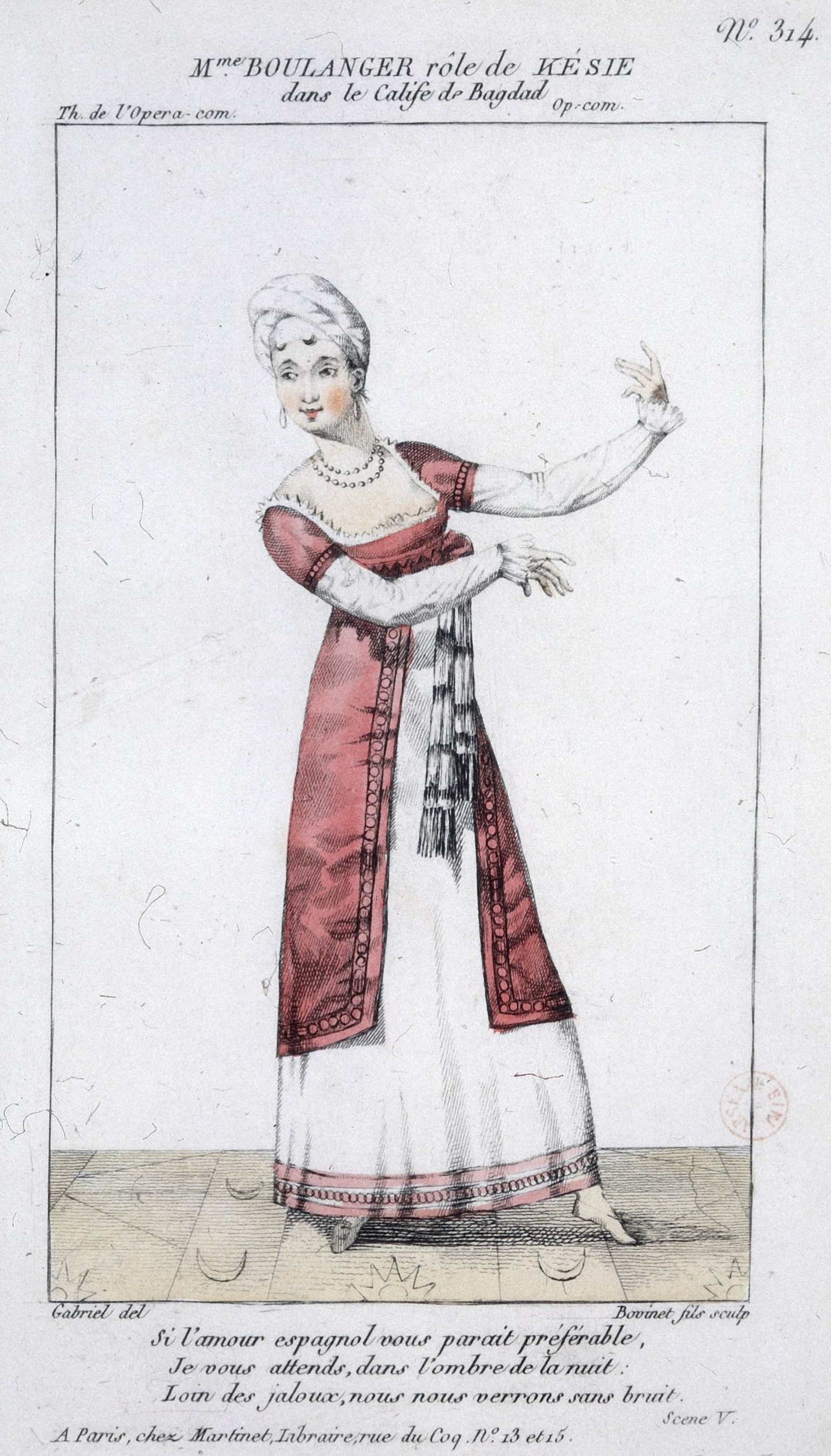
Мадам Буланже в роли Кэси, эскиз костюма к опере Адриена Буальдьё «Калиф Багдадский». Гравюра Эдма Бовине, 1811

1811 год в театре

## События
- 1 декабря — указом директора императорских театров Александра Нарышкина для усиления московской труппы в Москву переведены актрисы Жорж и Бебель Веймар, трагики Ведель и Жан-Батист Менвьель, певица Жозефина Фодор, танцовщик Адам Глушковский и танцовщица Махаева.
- В Батавии (ныне Джакарта) появился первый театр для развлечения британских солдат.

### Постановки
- В Копенгагене состоялась премьера «Ромео и Джульетты» на основе трагедии Уильяма Шекспира. Постановку «пантомимной оперы» с ариями, хорами и счастливой развязкой осуществил балетмейстер Винченцо Галеотти. Роль Ромео исполнил Антуан Бурнонвиль[англ.], сам 78-летний Галеотти вышел на сцену в роли патера Лоренцо.

- 4 июня — в Мюнхене, на сцене «Резиденцтеатра[англ.]» состоялась премьера оперы Карла Марии фон Вебера «Абу Гассан[англ.]» по мотивам сказок «Тысячи и одной ночи». Дирижировал сам автор.
- 26 октября — в Болонье, на сцене «Театра дель Корсо» состоялась премьера оперы Джоаккино Россини «Странный случай[англ.]», первой двухактной оперы композитора. Главную партию исполнила Мариетта Марколини[англ.]. После трёх представлений спектакль был запрещён полицией.

## Деятели театра

### Родились
- 18 января, Уотерфорд, Ирландия — Чарлз Кин, английский актёр и театральный режиссёр, сын Эдмунда Кина.
- 7 (19) мая, Курск — русский драматический артист Николай Рыбаков.
- 16 июня, Лион — французский певец и педагог Эрнест Моккер.